# Julodis hirsuta
Julodis hirsuta es una especie de escarabajo del género Julodis, familia Buprestidae. Fue descrita científicamente por Herbst en 1786.